# Graix
Graix é uma comuna francesa na região administrativa de Auvérnia-Ródano-Alpes, no departamento de Loire. Estende-se por uma área de 8,58 km². Em 2010 a comuna tinha 144 habitantes (densidade: 16,8 hab./km²).